# Gratificação
Gratificação é a reação emocional agradável de felicidade em resposta ao cumprimento de um desejo ou objetivo.
A gratificação, como todas as emoções, é um motivador de comportamento e, portanto, desempenha um papel importante em toda a gama de sistemas sociais humanos.

## Gratificação instantânea e adiada
O termo gratificação instantânea é muitas vezes usado para rotular as satisfações obtidas por comportamentos mais impulsivos: escolher o agora em vez de o amanhã. A habilidade de dar preferência para as metas de longo prazo ao longo de mais imediato é conhecido como adiamento da gratificação , ou paciência, e é geralmente considerado uma virtude, produzindo recompensas a longo prazo.
Walter Mischel desenvolveu o conhecido Experimento do marshmallow para testar os padrões de gratificação em crianças de quatro anos, oferecendo um marshmallow agora ou dois depois de um atraso. 

### Críticas
Enquanto pode-se dizer que aqueles que não têm a habilidade de atraso são imaturos, um excesso desta habilidade pode criar problemas, por exemplo, o indivíduo torna-se inflexível, não encontra prazer na vida (anedonia) ou aproveita as oportunidades por medo de consequências adversas. 
Há também circunstâncias, em um ambiente incerto/negativo, quando a apreensão da gratificação é a abordagem mais racional, como em tempo de guerra.

## Bipolaridade
A gratificação torna-se um grande problema na psicose maníaco-depressiva. Um sinal do início da depressão é espalhar a perda do senso de gratificação em coisas como amizade, piadas, conversa, comida e sexo. A longo prazo as gratificações parecem ainda mais sem sentido.